# Castro Vicente
Castro Vicente es una freguesia portuguesa del municipio de Mogadouro, con 33,76 km² de superficie y 265 habitantes (2021). Su densidad de población es de 12,4 hab/km².